# Le mani sporche
Pour les articles homonymes, voir Les Mains sales (homonymie).
Pour plus de détails, voir Fiche technique et Distribution.
Le mani sporche, parfois francisé Les Mains sales, est un téléfilm italien sorti en 1978. C'est une adaptation de la pièce Les Mains sales de Jean-Paul Sartre.
Le téléfilm est resté inédit dans les pays francophones.

## Synopsis
L'histoire se déroule en Illyrie, un pays fictif d'Europe centrale, vers la fin de la Seconde Guerre mondiale. Le pays, allié aux occupants nazis, est en guerre contre l'Union soviétique. 

### Première partie
Hugo Barine est un jeune homme qui a purgé deux ans de prison pour le meurtre de Hoederer, chef du parti prolétarien clandestin. Dès qu'il est libéré de prison, il se rend chez Olga, une dirigeante du même parti, qui l'informe de l'intention de ses camarades de le tuer. En raison de son attirance pour Hugo, Olga tente de convaincre la direction du parti qu'Hugo peut encore être sauvé et, pour ce faire, elle demande à ses camarades de lui accorder quelques heures pour parler au jeune homme. Hugo commence ainsi à raconter les événements qui l'ont conduit en prison, apparemment pour des raisons passionnelles. Le récit revient en arrière, deux ans plus tôt, lorsque le jeune Hugo entreprend de tuer Hoederer, accusé par l'aile la plus dogmatique de vouloir mener le parti vers une alliance avec la bourgeoisie conservatrice et les sympathisants de la régente. Hugo, accompagné de sa jeune épouse Jessica, se rend donc chez Hoederer, qui a entre-temps demandé au parti un jeune homme pour lui tenir lieu de secrétaire.

### Deuxième partie
Les jours passent dans la maison de Hoederer, sans que Hugo ne mette son plan à exécution. Un jour, le vieux chef de parti rencontre chez lui Karsky et le prince Paul, respectivement chef du parti de la bourgeoisie et fils du régent, afin d'envisager la possibilité de former un accord pour la future organisation du pays lorsque les Allemands seront sur le point d'être vaincus et que les Russes arriveront. La réunion est perturbée par l'explosion d'une bombe dans le jardin adjacent à la maison, alors qu'Hugo est presque sur le point de dégainer son arme pour mettre son plan à exécution. 

### Troisième partie
La nuit, Olga, l'auteure de la tentative d'assassinat, rend secrètement visite à Hugo, qui est couché ivre dans son lit, pour lui rappeler son devoir. Cela se passe en présence de Jessica qui apprend ainsi que Hugo va tuer Hoederer le lendemain, dont elle est entre-temps secrètement tombée amoureuse. Pour cette raison, la jeune femme essaye de faire dialoguer Hugo et Hoederer, ce qui ne mènera finalement à rien. Le lendemain, Hugo se présente dans le bureau de Hoederer, armé et prêt à tuer. Bien que le vieux chef le mette au défi de tirer par derrière, Hugo renonce et dépose son arme, quittant le studio, se livrant ainsi à l'homme vers lequel il est attiré malgré lui. C'est alors Jessica qui entre dans le studio et révèle à Hoederer son attirance pour lui et son besoin de se sentir aimée en tant que femme et non plus en tant qu'enfant, comme cela a toujours été le cas pour Hugo. Ils finissent par s'embrasser alors qu'Hugo est de retour dans la pièce. A leur vue, il sort son arme et tire.
L'histoire d'Hugo est terminée. Olga l'informe que, malgré l'élimination de l'ancien chef, la ligne politique de Hoederer est entre-temps devenue la ligne officielle du parti. Donc Hugo l'a donc tué pour rien ; il a même tué un héros national. Contre la volonté d'Olga, il sort en trombe de la maison et affronte les assassins qui attendent de l'éliminer. Hugo crie « irrécupérable ! » et s'effondre au sol, abattu. 

## Fiche technique
- Titre original : Le mani sporche[2]
- Réalisateur : Elio Petri
- Scénario : Elio Petri d'après la pièce Les Mains sales de Jean-Paul Sartre
- Photographie : Aldo Forni
- Montage : Gianni Lari
- Musique : Ennio Morricone
- Décors : Filippo Corradi Cervi
- Costumes : Barbara Mastroianni
- Production : Bruno Cavagna, Nazzareno Marinoni
- Société de production : Radiotelevisione Italiana, Rete Uno
- Pays de production :  Italie
- Langue originale : italien
- Format : Couleur - 1,33:1 - Son mono
- Durée : 234 minutes (2 h 54[2])
- Genre : Drame
- Dates de diffusion :
  - Italie : 14 novembre 1978, 15 novembre 1978 et 19 novembre 1978 sur Rai 1

## Distribution
- Marcello Mastroianni : Hoederer
- Giovanni Visentin : Hugo
- Anna Maria Gherardi : Olga
- Giuliana De Sio : Jessica
- Pietro Biondi : Louis
- Omero Antonutti : Karsky
- Massimo Foschi : Prince Paul
- Bruno Pagni : Georges
- Giorgio Trestini : Slick
- Umberto Verdoni : Ivan
- Ferruccio Caniero : Charles
- Giovanni De Lucia : Frantz
- Ezio Sancrotti : Léon

## Analyse
Afin de renforcer la théâtralité du téléfilm, Elio Petri a introduit, avant et après la pièce proprement dite, deux scènes non prévues dans l'œuvre de Sartre. La première est la scène d'ouverture où le personnage de Hugo, une valise à la main, traverse, en partant du fond, l'ensemble des stalles occupées par les jeunes, jusqu'à atteindre la scène. Il est à noter que la caméra s'arrête pour cadrer un vieux monsieur assis dans la galerie et habillé en commandant militaire, qui ressemble fortement à Staline. L'autre scène clôt le drame théâtral, en montrant tous les acteurs sur la scène dans le typique podium à la fin de la représentation. Les spectateurs d'un côté des stalles applaudissent avec enthousiasme en direction de la scène, tandis que de l'autre côté ils clament et jurent dans la même direction, mais aussi contre l'autre partie du public qui montre son appréciation. Les lumières éteintes, la salle se vide et la caméra capte le dernier à partir : le fantôme de Staline.
Dans les intentions de Petri, comme il l'a lui-même déclaré, il y avait l'idée de « faire Les Mains sales, dans certaines limites, comme s'il s'agissait d'un Todo modo du stalinisme », s'attaquant finalement au squelette dans l'armoire du stalinisme comme il l'avait fait avec la classe dirigeante démocrate-chrétienne dans le film susmentionné.
Interviewé par Lietta Tornabuoni en 1978, Petri a déclaré : « J'ai quitté le parti communiste il y a des années : non pas parce que je pensais que sa cause était mauvaise, mais parce que je sentais que je ne pouvais pas promettre obéissance et loyauté à l'organisation. Dans le parti communiste, j'ai fait mon éducation politique, en 1948 j'étais un garçon comme Hugo et, bien que personnellement incapable de violence, je faisais partie de ceux qui auraient tué Hoederer : les faits des Mains sales sont aussi mes faits, ils me concernent avec tant d'autres, hier et aujourd'hui »